# Corti straordinarie di Assise
Le Corti Straordinarie di Assise erano un organismo giudiziario speciale istituito in Italia alla fine della seconda guerra mondiale per processare i crimini di collaborazionismo.

## Storia
Fu il secondo governo di Ivanoe Bonomi ad istituire, con il Decreto Legge Luogotenenziale (D.L.L.) 22 aprile 1945, n. 142, pochi giorni prima della Liberazione di Milano, le Corti di Assise con caratteristiche straordinarie in grado di giudicare in maniera esclusiva ed urgente tutti coloro che avessero commesso atti di collaborazionismo coi tedeschi durante il periodo di governo della Repubblica sociale Italiana. Con il D.L.L. 5 ottobre 1945, n. 625, le Corti straordinarie furono soppresse e trasformate in Sezioni Speciali delle Corti di Assise ordinarie.

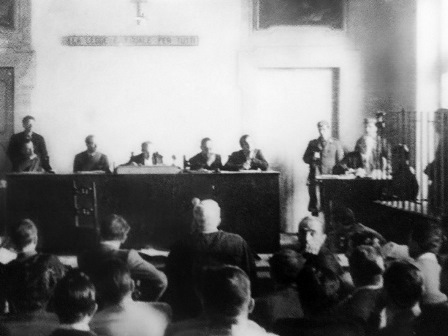
Il processo De Sanctis di Ferrara

Le corti, con competenze a livello provinciale, erano composte da un magistrato, nominato dal primo presidente della Corte d’Appello, e da quattro giudici popolari. Quest'ultimi erano estratti a sorte da liste di cittadini maggiorenni curate dai Comitati di liberazione provinciali. I procedimenti giudiziari si caratterizzarono per una forte valenza popolare: non solo per il fatto che il giudizio era affidato a dei laici, ma anche per l'ampia partecipazione popolare nelle aule di giustizia.
Questi organismi erano specificamente preposti a giudicare coloro che, dopo l'8 settembre 1943, avevano commesso delitti contro la “fedeltà e la difesa militare dello Stato (...) con qualunque forma di intelligenza o corrispondenza o collaborazione col tedesco invasore, di aiuto o di assistenza ad esso prestata” (art. 5, D.D.L. 27 luglio 1944, n. 159), inclusi quegli atti ai danni della Resistenza che si configurassero di fatto come un utile appoggio alla occupazione tedesca.
Esse avevano sede presso ogni capoluogo di provincia ed erano in grado di comminare anche la pena di morte, come in effetti avvenne.
Contro le sentenze delle Corti straordinarie di Assise era ammesso il ricorso per Cassazione nei casi o nei termini stabiliti dal Codice di procedura penale per le sentenze delle Corti di Assise (art. 16).
La loro abrogazione ufficiale è stata sancita dall'art. 2 del D.L. 22 dicembre 2008, n. 200 ("Misure urgenti in materia di semplificazione normativa") quando oramai erano di fatto inattive da decenni.